# عرف الديك (نبات)

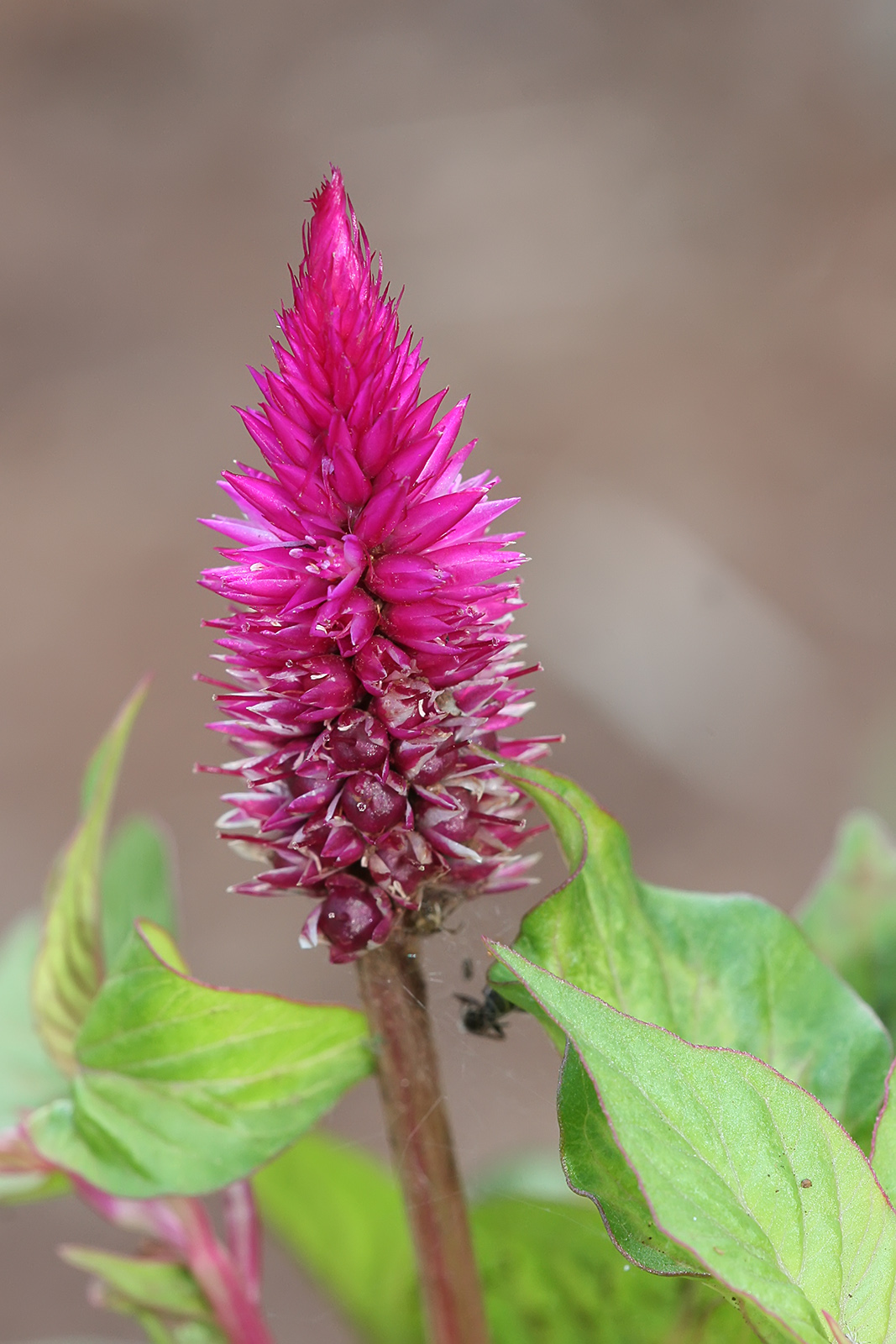

عرف الديك أو جل أحمر أو طنطور الجندي هو نبات حولي، اسمه العلمي سيلوزيا أرجنتيا كريستاتا. أزهاره حمر وذهبية، في نورات سنبيلية مكتظة قطيفية أو ريشية أو مروحية.

## الوصف العام
أكثر الألوان التي تشتهر بها أزهار هذه النبتة هو الأحمر والبرتقالي والأصفر والارجواني، ولهذه النبتة نوعان القزمي ويمكن أن تصل إلى ارتفاع 35 سم والطويل يمكن أن يصل طولها إلى 60 سم ومن أشكال زهورها ما يشبه شكل اللهب ومنها ما يشبه شكل المخ بتعرجاتها ومنها ما يشبه ذنب القط بشكله الطولي وبالمجمل أزهارها مخملية رائعة الملمس فريدة بنوعيتها.

## الزراعة

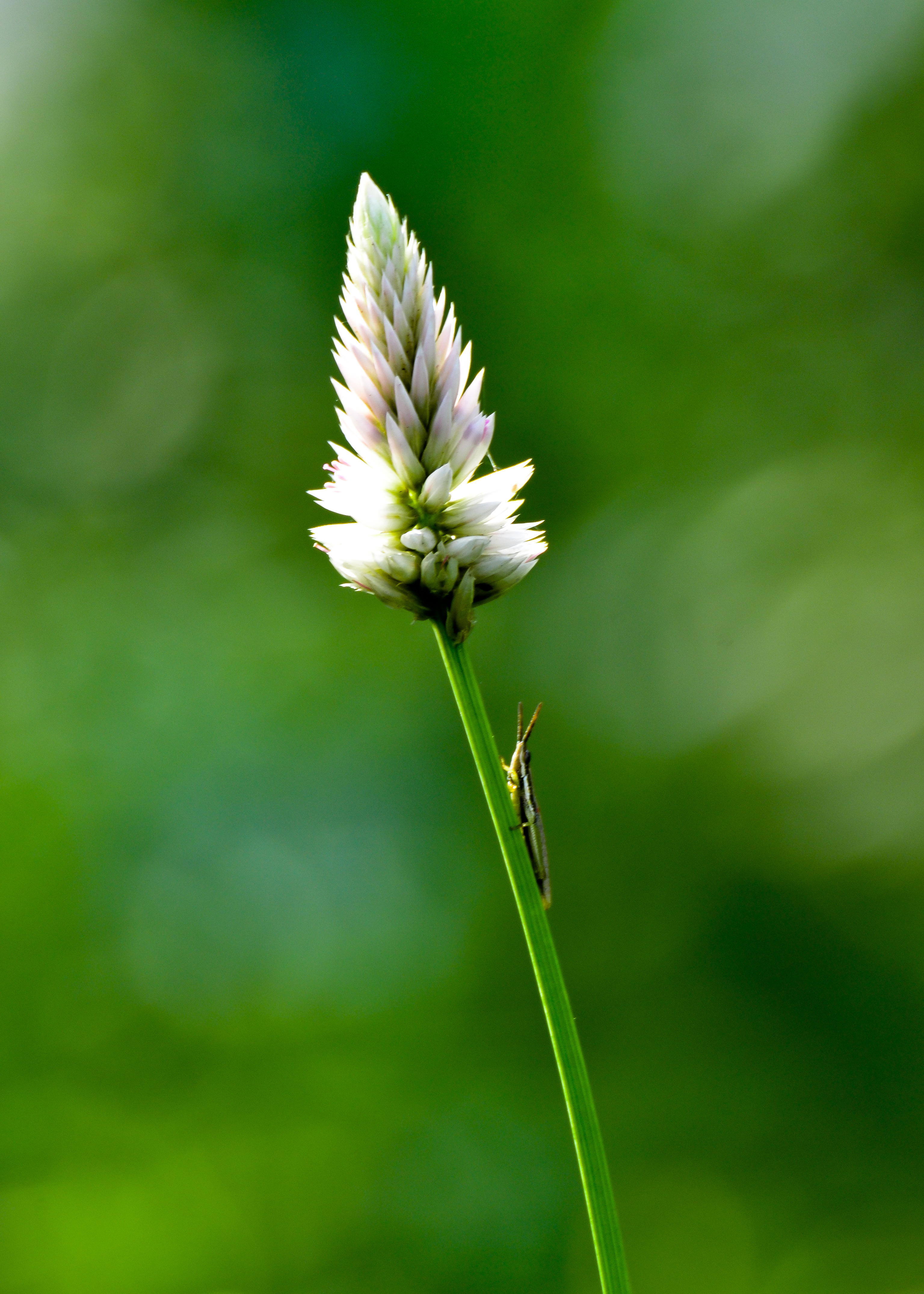
Silver Cockscomb Celosia argentea in تيرونلفلي, India

السيلوزيا من النباتات الحولية التي تزرع كل عام في موسم الربيع لتزهر صيفا بألوانها الرائعة وأشكالها الغريبة في هيئتها ومظهرها وتعتبر نبتة وزهرة السيلوزيا من الأنواع التي تزرع في الحدائق المنزلية والحدائق العامة بمجملها وهي سهلة التكاثر بالبذار وزهور يمكن أن تنتج المئات من البذور السوداء الصغيرة تكفي لانتاج كمي لذلك ويفضل زراعته في أحواض منفردة وتقطف الأزهار قبل نضوجها حتى لا تغزو بذارها الأرض.
وهذه النبتة حساسة للبرد والصقيع ولا تتحمل شدة الرياح ولا تتحمل الري الزائد فقد تتعفن وتصاب بالعفن بسرعة لذا يجب تجنب الري الزائد عليها.